# Ilie Enache
Ilie Enache, cunoscut și sub porecla Frige‑Vacă, a fost un boier din Moldova sfârșitului secolului al XVII-lea și începutului secolului al XVIII-lea, implicat în viața socială și religioasă a epocii. Este cunoscut în principal pentru donațiile sale către Mănăstirea Răchitoasa, cât și pentru implicarea sa într-un proces celebru la Curtea Domnească din Iași.

## Activitate
Ilie Enache provine din familia Enache, o familie boierească de rang mediu, activă în zona de sud a Moldovei. A fost implicat în administrarea moșiei Ceucăni (azi în județul Bacău), domeniu pe care l-a stăpânit până în 1717, an în care a fost acuzat de abuzuri în cadrul unui proces boieresc ținut la Iași. Deși a fost obligat să se retragă din posesia moșiei, a lăsat o parte importantă din aceasta în favoarea Mănăstirii Răchitoasa.
Conform lucrării istoricului Andrei Eșanu, Ilie Enache avea porecla Frige-Vacă și a fost implicat în numeroase dispute de moșie și autoritate boierească.

## Familie
Ilie Enache a fost căsătorit cu Teofana Racoviță, membră a influentei familii boierești Racoviță, cu legături înrădăcinate atât în Moldova cât și în Țara Românească. Uniunea celor doi a consolidat statutul social al familiei Enache și a permis accesul la rețelele politice moldovenești din jurul Curții domnești.

## Contribuții religioase
Este considerat unul dintre fondatorii sau principalii donatori ai Mănăstirii Răchitoasa, mănăstire ctitorită în jurul anilor 1680–1700. Actele de donație păstrate în arhivele mănăstirii și în fondurile Arhivelor Naționale indică implicarea sa și a familiei sale în viața religioasă locală.

## Procesul din 1717
În 1717, Ilie Enache a fost implicat într-un proces la Curtea Domnească din Iași, unde a fost acuzat de fapte de corupție și abuz împotriva țăranilor de pe moșia Ceucăni. Procesul, documentat în cataloagele arhivistice românești, a dus la pierderea unei părți din moșie, dar fără înregistrări clare privind soarta sa după acel moment.

## Porecla „Frige‑Vacă”
Porecla sa, Frige-Vacă, apare menționată în cronici și lucrări istorico-genealogice și pare a reflecta un caracter coleric sau un incident devenit legendar. De asemenea, figurează în registrul satirico-narativ al epocii.